# Zabar (Hungria)
Zabar é um município da Hungria, situado no condado de Nógrád. Tem 18,17 km² de área e sua população em 2015 foi estimada em 428 habitantes.